# کارسون مک‌کالرز
لولا کارسون اسمیت مک‌کالرز، (به انگلیسی: Lula Carson Smith McCullers) (زاده ۱۹ فوریه، ۱۹۱۷ – درگذشته ۲۹ سپتامبر ۱۹۶۷) نویسندهٔ و نمایش‌نامه‌نویس آمریکایی بود.

## زندگی
لولا کارسون اسمیت در ۱۹ فوریه ۱۹۱۷ در شهر کلمبو ایالت جورجیا آمریکا به دنیا آمد. پدرش مغازهٔ ساعت‌سازی داشت و مردی فرهیخته و فرهنگ دوست بود. لولا وقتی دختر بچهٔ پنج ساله‌ای بود پیانو می‌نواخت و در پانزده سالگی توسط پدرش ماشین تحریری هدیه گرفت. در ۱۷ سالگی برای ادمهٔ تحصیلات به نیویورک رفت. دو روز بعد از اقامتش در نیویورک پول شهریه خود و هم اتاقی‌اش را گم کرد و از رفتن به دانشگاه کلمبیا بازماند و به کار در معاملات ملکی روی آورد. اولین داستان کارسون به نام پسرک نابغه در مجلهٔ استوری چاپ شد. او در بیست سالگی در ۱۹۳۷ با ریوز مک‌کولرز که داستان‌نویسی شکست‌خورده و الکلی بود ازدواج کرد. پس از ازدواج با ریوز به کارولینای شمالی رفتند و مدتی در آنجا زندگی کردند. در ۱۹۴۰ از همسرش جدا شد و به قصد زندگی با جرج دیویس سردبیر مجلهٔ هاپرز بازار به نیویورک بازگشت. چند سال بعد به پاریس رفت و مدتی در پاریس زندگی کرد به آمریکا بازگشت و در ۱۹۴۵ مجدداً با ریوز ازدواج کرد.
در ۱۹۴۸ در اوج افسردگی خودکشی کرد اما زنده ماند. او و شوهرش ریوز هر دو الکلی بودند و هر دو روابطی با همجنس‌های خود داشتند سرانجام در سفر مشترک‌شان به پاریس ریوز طرح خودکشی مشترکشان را به میان می‌کشد کارسون سراسیمه هتل را ترک می‌کند و به آمریکا بازمی‌گردد ریوز با خورد قرص خواب‌آور دست به خودکشی می‌زند و می‌میرد.
لولا کارسون از کودکی بیمار بود و جسم ضعیفی داشت در ۱۹۶۱ دو بار عمل شد در ۱۹۶۱ پستان چپش را جراحی کردند و کاملاً برداشتند و سرانجام در سپتامبر ۱۹۶۷ دچار خون‌ریزی مغزی شد و در ۲۹ سپتامبر در سن پنجاه‌سالگی درگذشت.

## آثار
- ۱۹۴۱، بازتاب در چشم طلایی
- ۱۹۵۱، آواز کافهٔ غم‌بار
- ۱۹۵۹، ساعت بدون عقربه
- ۱۹۶۰، قلب شکارچی تنهایی است
- ۱۹۶۵، در جست‌وجوی یک پیوند
- ۱۹۷۱، مجموعه داستان دل در گرو

## در زبان فارسی

### کتاب‌ها
- ۱۳۸۳ - بازتاب در چشم طلایی - شکرالله نجفی. انتشارات آهنگ دیگر
- ۱۳۸۷ - پپه - مهسا خلیلی - انتشارات نیلا
- ۱۳۸۷ - قلب شکارچی تنها - شهرزاد لولاچی - انتشارات افق
- ۱۳۹۹- آواز کافهٔ غم‌بار- حانیه پدرام- نشر بیدگل
- ۱۴۰۰- در جست‌وجوی یک پیوند- حانیه پدرام- نشر بیدگل

### تک داستان‌ها
- ۱۳۸۴ - یک درخت، یک صخره، یک ابر در باغ تروتسکی. محمدرضا فرزاد. اندیشه‌سازان